# Lista odcinków serialu Madam Secretary
Poniżej znajduje się lista odcinków serialu telewizyjnego Madam Secretary – emitowanego przez amerykańską stację telewizyjną  CBS od 21 września 2014 roku do 8 grudnia 2019 roku. Powstało sześć serii, które łącznie składają się z 120 odcinków. W Polsce serial dostępny jest na platformie Showmax.
| Sezon | Sezon | Odcinki | Oryginalna emisja CBS | Oryginalna emisja CBS | Oryginalna emisja    | Oryginalna emisja    | Oryginalna emisja |
| Sezon | Sezon | Odcinki | Premiera sezonu       | Finał sezonu          | Premiera sezonu      | Finał sezonu         |                   |
| ----- | ----- | ------- | --------------------- | --------------------- | -------------------- | -------------------- | ----------------- |
|       | 1     | 22      | 21 września 2014      | 3 maja 2015           | 15 lutego 2017       | 15 lutego 2017       |                   |
|       | 2     | 22      | 4 października 2015   | 8 maja 2016           | 12 października 2017 | 12 października 2017 |                   |
|       | 3     | 22      | 2 października 2016   | 21 maja 2017          | —                    | —                    |                   |
|       | 4     | 22      | 8 października 2017   | 22 maja 2018          | —                    | —                    |                   |
|       | 5     | 20      | 7 października 2018   | 21 kwietnia 2019      | —                    | —                    |                   |
|       | 6     | 10      | 6 października 2019   | 8 grudnia 2019        | —                    | —                    |                   |

## Sezon 1 (2014-2015)
| Nr | #  | Tytuł                          | Reżyseria       | Scenariusz             | Premiera CBS         | Premiera       |
| -- | -- | ------------------------------ | --------------- | ---------------------- | -------------------- | -------------- |
| 1  | 1  | Pilot                          | David Semel     | Barbara Hall           | 21 września 2014     | 15 lutego 2017 |
| 2  | 2  | Another Benghazi               | David Semel     | Barbara Hall           | 28 września 2014     | 15 lutego 2017 |
| 3  | 3  | The Operative                  | Jeremy Webb     | David Grae             | 5 października 2014  | 15 lutego 2017 |
| 4  | 4  | Just Another Normal Day        | Eric Stoltz     | Joan Rater Tony Phelan | 12 października 2014 | 15 lutego 2017 |
| 5  | 5  | Blame Canada                   | Eriq La Salle   | Paul Redford           | 19 października 2014 | 15 lutego 2017 |
| 6  | 6  | The Call                       | Mark Piznarski  | Matt Ward              | 26 października 2014 | 15 lutego 2017 |
| 7  | 7  | Passage                        | Martha Coolidge | Alex Cooley            | 2 listopada 2014     | 15 lutego 2017 |
| 8  | 8  | Need to Know                   | Dennie Gordon   | Alexander Maggio       | 9 listopada 2014     | 15 lutego 2017 |
| 9  | 9  | So It Goes                     | James Whitmore  | David Grae             | 16 listopada 2014    | 15 lutego 2017 |
| 10 | 10 | Collateral Damage              | Eric Stoltz     | Matt Ward              | 23 listopada 2014    | 15 lutego 2017 |
| 11 | 11 | Game On                        | Randall Zisk    | Paul Redford           | 30 listopada 2014    | 15 lutego 2017 |
| 12 | 12 | Standoff                       | Gloria Muzio    | Joseph C. Muscat       | 4 stycznia 2015      | 15 lutego 2017 |
| 13 | 13 | Chains of Command              | Michael Waxman  | Alex Cooley            | 11 stycznia 2015     | 15 lutego 2017 |
| 14 | 14 | Whisper of the Ax              | Eric Stoltz     | Barbara Hall           | 1 marca 2015         | 15 lutego 2017 |
| 15 | 15 | The Ninth Circle               | Nicole Rubio    | Alexander Maggio       | 8 marca 2015         | 15 lutego 2017 |
| 16 | 16 | Tamerlane                      | Jonathan Brown  | David Grae             | 15 marca 2015        | 15 lutego 2017 |
| 17 | 17 | Face The Nation                | Rob Greenlea    | Matt Ward              | 22 marca 2015        | 15 lutego 2017 |
| 18 | 18 | The Time Is At Hand            | Anna Foerster   | Joy Gregory            | 29 marca 2015        | 15 lutego 2017 |
| 19 | 19 | Spartan Figures                | Tate Donovan    | Lyla Oliver            | 5 kwietnia 2015      | 15 lutego 2017 |
| 20 | 20 | The Necessary Art              | Dennie Gordon   | Paul Redford           | 12 kwietnia 2015     | 15 lutego 2017 |
| 21 | 21 | The Kill List                  | Ed Ornelas      | David Grae             | 26 kwietnia 2015     | 15 lutego 2017 |
| 22 | 22 | There But For the Grace of God | Eric Stoltz     | Barbara Hall           | 3 maja 2015          | 15 lutego 2017 |

## Sezon 2 (2015-2016)
| Nr | #  | Tytuł                         | Reżyseria            | Scenariusz               | Premiera CBS         | Premiera             |
| -- | -- | ----------------------------- | -------------------- | ------------------------ | -------------------- | -------------------- |
| 23 | 1  | The Show Must Go On           | Morgan Freeman       | Barbara Hall             | 4 października 2015  | 12 października 2017 |
| 24 | 2  | The Doability Doctrine        | Eric Stoltz          | David Grae               | 11 października 2015 | 12 października 2017 |
| 25 | 3  | The Rusalka                   | Dennie Gordon        | Matt Ward                | 18 października 2015 | 12 października 2017 |
| 26 | 4  | Waiting for Taleju            | Felix Alcala         | Joy Gregory              | 25 października 2015 | 12 października 2017 |
| 27 | 5  | The Long Shot                 | Rob Greenlea         | Moira Kirland            | 1 listopada 2015     | 12 października 2017 |
| 28 | 6  | Catch and Release             | Charlotte Brandstrom | Alex Cooley              | 8 listopada 2015     | 12 października 2017 |
| 29 | 7  | You Say You Want a Revolution | Tate Donovan         | Joan Rater, Tony Phelan  | 15 listopada 2015    | 12 października 2017 |
| 30 | 8  | Lights Out                    | Dennie Gordon        | Alexander Maggio         | 22 listopada 2015    | 12 października 2017 |
| 31 | 9  | Russian Roulette              | Jonathan Brown       | Barbara Hall             | 29 listopada 2015    | 12 października 2017 |
| 32 | 10 | The Greater Good              | Eric Stoltz          | David Grae               | 13 grudnia 2015      | 12 października 2017 |
| 33 | 11 | Unity Node                    | Jet Wilkinson        | Matt Ward                | 10 stycznia 2016     | 12 października 2017 |
| 34 | 12 | The Middle Way                | James Whitmore Jr.   | Lyla Oliver              | 17 stycznia 2016     | 12 października 2017 |
| 35 | 13 | Invasive Species              | Tony Phelan          | Moira Kirland            | 31 stycznia 2016     | 12 października 2017 |
| 36 | 14 | Left of the Boom              | Rob Greenlea         | Joy Gregory              | 14 lutego 2016       | 12 października 2017 |
| 37 | 15 | Right of the Boom             | Jonathan Brown       | Alexander Maggio         | 21 lutego 2016       | 12 października 2017 |
| 38 | 16 | Hijriyyah                     | Charlotte Brandstrom | Alex Cooley              | 6 marca 2016         | 12 października 2017 |
| 39 | 17 | Higher Learning               | Heather Cappiello    | Kelly Jane Costello      | 20 marca 2016        | 12 października 2017 |
| 40 | 18 | On the Clock                  | Zetna Fuentes        | Barbara Hall, David Grae | 27 marca 2016        | 12 października 2017 |
| 41 | 19 | Desperate Remedies            | Rob Greenlea         | Matt Ward                | 10 kwietnia 2016     | 12 października 2017 |
| 42 | 20 | Ghost Detainee                | Charlotte Brandstrom | Moira Kirland            | 17 kwietnia 2016     | 12 października 2017 |
| 43 | 21 | Connection Lost               | Jonathan Brown       | Joy Gregory              | 24 kwietnia 2016     | 12 października 2017 |
| 44 | 22 | Render Safe                   | Felix Alcala         | David Grae               | 1 maja 2016          | 12 października 2017 |
| 45 | 23 | Vartius                       | Eric Stoltz          | Barbara Hall             | 8 maja 2016          | 12 października 2017 |

## Sezon 3 (2016-2017)
| Nr | #  | Tytuł                 | Reżyseria            | Scenariusz       | Premiera CBS         | Premiera |
| -- | -- | --------------------- | -------------------- | ---------------- | -------------------- | -------- |
| 46 | 1  | Sea Change            | Morgan Freeman       | Barbara Hall     | 2 października 2016  |          |
| 47 | 2  | The Linchpin          | Eric Stoltz          | David Grae       | 16 października 2016 |          |
| 48 | 3  | South China Sea       | Rob Greenlea         | Matt Ward        | 23 października 2016 |          |
| 49 | 4  | The Dissent Memo      | Felix Alcala         | Joy Gregory      | 30 października 2016 |          |
| 50 | 5  | The French Revolution | Jonathan Brown       | Moira Kirland    | 6 listopada 2016     |          |
| 51 | 6  | The Statement         | Jet Wilkinson        | Alex Cooley      | 13 listopada 2016    |          |
| 52 | 7  | Tectonic Shift        | Arlene Sanford       | Lyla Oliver      | 20 listopada 2016    |          |
| 53 | 8  | Breakout Capacity     | James Whitmore       | Alexander Maggio | 27 listopada 2016    |          |
| 54 | 9  | Snap Back             | Sam Hoffman          | Shalisha Francis | 11 grudnia 2016      |          |
| 55 | 10 | The Race              | Eric Stoltz          | David Grae       | 18 grudnia 2016      |          |
| 56 | 11 | Gift Horse            | Jonathan Brown       | Barbara Hall     | 8 stycznia 2017      |          |
| 57 | 12 | The Detoure           | Martha Mitchell      | Matt Ward        | 15 stycznia 2017     |          |
| 58 | 13 | The Beautiful Game    | Felix Alcala         | Joy Gregory      | 29 stycznia 2017     |          |
| 59 | 14 | Labor of Love         | Charlotte Brandstrom | Moira Kirland    | 5 marca 2017         |          |
| 60 | 15 | Break in Diplomacy    | Maggie Greenwald     | Lyla Oliver      | 12 marca 2017        |          |
| 61 | 16 | Swept Away            | Felix Alcala         | Alex Cooley      | 19 marca 2017        |          |
| 62 | 17 | Convergence           | James Whitmore       | Alexander Maggio | 26 marca 2017        |          |
| 63 | 18 | Good Bones            | Rob Greenlea         | Joy Gregory      | 9 kwietnia 2017      |          |
| 64 | 19 | Global Relief         | Jet Wilkinson        | Moira Kirland    | 23 kwietnia 2017     |          |
| 65 | 20 | Extraordinary Hazard  | Charlotte Brandstrom | Mark Steilen     | 30 kwietnia 2017     |          |
| 66 | 21 | The Seventh Floor     | Deborah Reinisch     | Matt Ward        | 7 maja 2017          |          |
| 67 | 22 | Revelation            | Jonathan Brown       | David Grae       | 14 maja 2017         |          |
| 68 | 23 | Article 5             | Eric Stoltz          | Barbara Hall     | 21 maja 2017         |          |

## Sezon 4 (2017-2018)
| Nr | #  | Tytuł                     | Reżyseria            | Scenariusz                        | Premiera CBS         | Premiera |
| -- | -- | ------------------------- | -------------------- | --------------------------------- | -------------------- | -------- |
| 69 | 1  | News Cycle                | Morgan Freeman       | Barbara Hall                      | 8 października 2017  |          |
| 70 | 2  | Off the Record            | David Grae           | David Grae                        | 15 października 2017 |          |
| 71 | 3  | The Essentials            | Charlotte Brandstrom | Matt Ward                         | 22 października 2017 |          |
| 72 | 4  | Shutdown                  | Felix Alcala         | Joy Gregory                       | 29 października 2017 |          |
| 73 | 5  | Persona Non Grata         | John Murray          | Alexander Maggio                  | 5 listopada 2017     |          |
| 74 | 6  | Loophole                  | Maggie Greenwal      | Moira Kirland                     | 12 listopada 2017    |          |
| 75 | 7  | North to the Future       | Sunu Gonera          | Kristi Korzec                     | 19 listopada 2017    |          |
| 76 | 8  | The Fourth Estate         | Sam Hoffman          | Matt Chester                      | 26 listopada 2017    |          |
| 77 | 9  | Minefield                 | Rob Greenlea         | Matt Ward                         | 10 grudnia 2017      |          |
| 78 | 10 | Women Transform the World | Eric Stoltz          | Lyla Oliver                       | 17 grudnia 2017      |          |
| 79 | 11 | Mitya                     | Geoffrey Arend       | Alexander Maggio                  | 7 stycznia 2018      |          |
| 80 | 12 | Sound and Fury            | Debbie Reinsich      | Barbara Hall, David Grae          | 14 stycznia 2018     |          |
| 81 | 13 | Reading the Signs         | Phil Bertelsen       | Moira Kirland                     | 11 marca 2018        |          |
| 82 | 14 | Refuge                    | Eric Stoltz          | Kristi Korzec                     | 18 marca 2018        |          |
| 83 | 15 | The Unnamed               | Felix Alcala         | Joy Gregory                       | 25 marca 2018        |          |
| 84 | 16 | My Funny Valentine        | Rob Greenlea         | Matt Ward                         | 1 kwietnia 2018      |          |
| 85 | 17 | Phase Two                 | Martha Mitchell      | Leland Joy Anderson               | 8 kwietnia 2018      |          |
| 86 | 18 | The Friendship Game       | Sam Hoffman          | Lyla Oliver                       | 22 kwietnia 2018     |          |
| 87 | 19 | Thin Ice                  | Felix Alcala         | Moira Kirkland & Alexander Maggio | 29 kwietnia 2018     |          |
| 88 | 20 | The Things We Get to Say  | Sunu Gonera          | Joy Gregory                       | 6 maja 2018          |          |
| 89 | 21 | Protocol                  | Charlotte Brandstrom | Matt Ward                         | 13 maja 2018         |          |
| 90 | 22 | Night Watch               | Rob Greenlea         | Barbara Hall, David Grae          | 20 maja 2018         |          |

## Sezon 5 (2018-2019)
| Nr  | #  | Tytuł                     | Reżyseria             | Scenariusz                | Premiera CBS         | Premiera |
| --- | -- | ------------------------- | --------------------- | ------------------------- | -------------------- | -------- |
| 91  | 1  | E Pluribus Unum           | Eric Stoltz           | Barbara Hall, David Grae  | 7 października 2018  |          |
| 92  | 2  | The Chaos Game            | Felix Alcala          | Joy Gregory               | 14 października 2018 |          |
| 93  | 3  | The Magic Rake            | John Murray           | Matt Ward                 | 21 października 2018 |          |
| 94  | 4  | Requiem                   | Eric Stoltz           | Keith Eisner              | 28 października 2018 |          |
| 95  | 5  | Ghosts                    | Rob Greenlea          | Lyla Oliver               | 4 listopada 2018     |          |
| 96  | 6  | Eyjafjallajökull          | Geoffrey Arend        | Alexander Maggio          | 11 listopada 2018    |          |
| 97  | 7  | Baby Steps                | Kevin Dowling         | Kristi Korzec             | 18 listopada 2018    |          |
| 98  | 8  | The Courage to Continue   | Sam Hoffman           | Matt Chester              | 25 listopada 2018    |          |
| 99  | 9  | Winter Garden             | Eric Stoltz           | Joy Gregory               | 9 grudnia 2018       |          |
| 100 | 10 | Family Separation: Part 1 | Rob Greenlea          | Barbara Hall, David Grae  | 23 grudnia 2018      |          |
| 101 | 11 | Family Separation: Part 2 | Martha Mitchell       | Barbara Hall & David Grae | 6 stycznia 2019      |          |
| 102 | 12 | Strategic Ambiguity       | Eric Stoltz Matt Ward | January 13, 2019          | 13 stycznia 2019     |          |
| 103 | 13 | Proxy War                 | Felix Alcala          | Keith Eisner              | 27 stycznia 2019     |          |
| 104 | 14 | Something Better          | Charlotte Brandstrom  | Sara Ray                  | 17 lutego 2019       |          |
| 105 | 15 | Between the Seats         | Sam Hoffman           | Lyla Oliver               | 3 marca 2019         |          |
| 106 | 16 | The New Normal            | Felix Alcala          | Alexander Maggio          | 17 marca 2019        |          |
| 107 | 17 | The Common Defense        | Martha Mitchell       | Kristi Korzec             | 24 marca 2019        |          |
| 108 | 18 | Ready                     | Sunu Gonera           | Matt Chester              | 31 marca 2019        |          |
| 109 | 19 | The Great Experiment      | Sunu Gonera           | Matt Chester              | 14 kwietnia 2019     |          |
| 110 | 20 | Better Angels             | John Murray           | Matt Ward                 | 21 kwietnia 2019     |          |

## Sezon 6 (2019-2020)
| Nr  | #  | Tytuł               | Reżyseria          | Scenariusz               | Premiera CBS         | Premiera |
| --- | -- | ------------------- | ------------------ | ------------------------ | -------------------- | -------- |
| 111 | 1  | Hail to the Chief   | Eric Stoltz        | Barbara Hall, David Grae | 6 października 2019  |          |
| 112 | 2  | The Strike Zone     | Felix Alcala       | Joy Gregory              | 13 października 2019 |          |
| 113 | 3  | Killer Robots       | Rob Greenlea       | Keith Eisner             | 20 października 2019 |          |
| 114 | 4  | Valor               | James Whitmore Jr. | Lyla Oliver              | 27 października 2019 |          |
| 115 | 5  | Daisy               | James Whitmore Jr. | Alexander Maggio         | 3 listopada 2019     |          |
| 116 | 6  | Deepfake            | Leslie Libman      | Matt Chester             | 10 listopada 2019    |          |
| 117 | 7  | Accountability      | Darnell Martin     | Leland Jay Anderson      | 17 listopada 2019    |          |
| 118 | 8  | Ships and Countries | Sam Hoffman        | Joy Gregory              | 24 listopada 2019    |          |
| 119 | 9  | Carpe Diem          | Felix Alcala       | David Grae               | 1 grudnia 2019       |          |
| 120 | 10 | Leaving the Station | Eric Stoltz        | Barbara Hall             | 8 grudnia 2019       |          |